# Hargele
Hargele est une ville du Sud de l’Éthiopie située dans la zone Afder de la région Somali. Hargele compte 5 678 habitants en 2007. Centre administratif de la zone, elle est parfois désignée sous le nom d'Afder.
Hargele se trouve vers 300 m d'altitude environ 200 km au sud d'Imi à vol d'oiseau et approximativement au centre de la zone Afder,.
Outre son rôle de centre administratif de la zone, Hargele est également le chef-lieu du woreda Afder, district qui peut d'ailleurs s'appeler Hargele comme la ville mais qui est plus connu sous le nom d'Afder ou encore Afker.
Avec 5 678 habitants au recensement de 2007, Hargele est la quatrième ville de la zone par la population après Bare, Mirab Imi et Weldiya.